# Patinoire Sonja-Henie
La patinoire de l'Accor Arena est une patinoire située dans le complexe sportif Accor Arena dans le 12e arrondissement de Paris. C'est une des deux seules patinoires permanentes de la capitale française.

## Description
La patinoire Sonja Henie a été inaugurée en 1984 en même temps que le palais omnisports de Paris-Bercy où elle se trouve. Elle offre une piste de glace de 56 mètres de long sur 26 mètres de large accessible au public lors des séances publiques. Sa capacité d’accueil est de 500 places assises.
Elle a été nommée en mémoire de la patineuse artistique et actrice norvégienne Sonja Henie, décédée d'une leucémie en 1969 dans un vol Paris-Oslo.

## Compétitions
La patinoire accueille régulièrement des matchs de hockey sur glace.
Pour les grands événements sportifs de hockey sur glace et de patinage artistique, c'est le palais omnisports qui les accueille avec une capacité de près de 14 000 places et une piste de 60 mètres sur 30 mètres. La patinoire Sonja-Henie sert alors de lieu d'entraînements pour les sportifs.
Ils ont accueilli et accueilleront :
- les championnats du monde de patinage artistique 1989
- les finales de la coupe de France de hockey sur glace  depuis 2007
- le Trophée de France de patinage artistique.
- les championnats du monde de hockey sur glace 2017

La patinoire se transforme en court de tennis dans le cadre du Masters de Paris-Bercy tous les ans en octobre et devient le court n°1. La salle omnisports accueille quant à elle le court central.

## Clubs résidents
Elle est la patinoire d'entraînement de l'École de Glace de patinage artistique des Français Volants (sections hockey sur glace et patinage artistique).